# Генобавд
Генобавд (Gennobaudes, † 388) е франкски (dux) военачалник от късния 4 век.

## Биография
Генобавд, заедно с военачалниците Маркомер и Суно, води франките през 388 г. на нападение в римските провинции Германия и Белгия, ляво от Рейн, която била към Галия. Франките пресичат римския Лимес и опустошават територията около Colonia Claudia Ara Agrippinensium (днешен Кьолн), преди да се оттеглят с богата плячка. Докато една част си тръгва с франките, други остават на римска територия. Тези са изненадани от нападението на римските офицери comes и magister militum Нанин и magister militum Квинтин. Генобавд пада убит вероятно в боевете във Въглищната гора (silva carbonaria, в RGA 4 (1981), S. 381f.), на границата между римските провинции Белгика II и Германия II.
Нападението на франките и по-късната (безуспешна) офанзива на римляните са описани в детайл от късноантичния историк Сулпиций Александър (400 г.) в неговата Historia, която се загубила. Запазено е само произведението на Григорий Турски (6 век), което съдържа важни информации.